# Västra Ingelstad
Västra Ingelstad est une localité de Suède dans la commune de Vellinge en Scanie.
Sa population était de 1 051 habitants en 2019.